# Ærkebiskop Asser
 For alternative betydninger, se Asser.
Asser (cirka 1055-1137) var Nordens første ærkebiskop.
Han omtales første gang i anledning af sin indvielse til biskop i Lund 18. november 1089 og var da over 30 år gammel. Han var søn af den jyske stormand Svend Thrugotsen.
Fra slutningen af året 1102, da Erik Ejegod forlod landet for at tiltræde en pilgrimsfærd til det hellige land og indtil kong Niels' tronbestigelse i 1104, styrede Asser som rigsforstander landet sammen med Eriks ældste søn Harald. Efter at Pave Paschal 2. omsider havde indvilliget i oprettelsen af en selvstændig ærkebispestol for de nordiske riger, og Lund var blevet udset til det fremtidige ærkesæde, blev Asser i 1104 viet til Nordens første ærkebiskop af en pavelig legat, kardinal Alberik.
En stor og mangeartet virksomhed ventede ham nu i det nyoprettede ærkestift, der omfattede ikke mindre end 14 stifter.
Asser støttede Erik Emune i den borgerkrig, der opstod efter mordet på Knud Lavard i 1131 og stod på hans side i det afgørende Slaget ved Fodevig. I den forbindelse var han ved at miste ærkebispedømmet til Hamburg-Bremen, der støttede Eriks modpart, kong Niels.